# Сан Ђорђо (Тревизо)
Сан Ђорђо је насеље у Италији у округу Тревизо, региону Венето.
Према процени из 2011. у насељу је живело 252 становника. Насеље се налази на надморској висини од 18 м.